# Louis-Georges de Bréquigny
Louis-Georges de Bréquigny nebo také Louis Georges Oudard Feudrix de Bréquigny (22. ledna 1714 Granville –
3. července 1795 Paříž) byl francouzský paleograf a historik.

## Život a kariéra
Byl vyslán jako diplomat, v roce 1764, do Londýna, kde zůstal tři roky. Zkoumal zde archivní zdroje týkající se diplomatické historie Francie. Za člena Francouzské akademie byl zvolen v roce 1772.
Jeho písemná pozůstalost je v současnosti uložena v Bibliothèque nationale de France, kde tvoří sbírku 165 svazků.

## Dílo
- Ordonnances des Rois de France de la 3. Race, recueillies par ordre chronologique, avec des renvois des unes aux autres, des sommaires, des observations sur le texte et cinq tables (22 svazků)
- Vie des anciens orateurs grecs (2 svazky, 1750)
- Histoire des révolutions de Gênes depuis son établissement jusqu'à la conclusion de la paix de 1748 (3 svazky, 1750)
- Catalogus manuscriptorum codicum Collegii Claromontani, quem excipit catalogus mssrum domus professae Parisiensis (1764), ve spolupráci s Françoisem Clémentem
- Table chronologique des diplômes, chartes, titres et actes imprimés concernant l'histoire de France (8 svazků, 1769-1876)
- Mémoires concernant l'histoire, les sciences, les arts, les mœurs, les usages des Chinois, par les Missionnaires de Pekin (16 svazků, 1776), ve spolupráci s Charlesem Batteux.
- Diplomata, chartae, epistolae, et alia documenta, ad res Francicas spectantia, ex diversis regni, exterarumque regionum archivis ac bibliothecis, jussu regis christianissimi, multorum eruditorum curis, plurimum ad id conferente congregatione (3 svazky, 1791), ve spolupráci s Gabrielem de La Porte Du Theil
- Lettres de rois, reines et autres personnages des cours de France et d'Angleterre depuis Louis VII jusqu'à Henri IV tirées des archives de Londres (2 svazky, 1839-47), dokončil Jacques-Joseph Champollion